# Mustelida
Os Mustélidos (Mustelida) são uma parvordem da infraordem Arctoidea.

## Taxonomia da ParvordemMustelidaTedford, 1976
- Superfamília Procyonoidea
  - Família Ailuridae
  - Família Mephitidae
  - Família Procyonidae

- Superfamília Musteloidea
  - Família Mustelidae
  - Musteloidea basais
    - Bavarictis
    - Mustelictis
    - Pseudobassarictis
    - Broiliana
    - Stromeriella
    - Bathygale
    - Plesictis